# Landarbaso
Landarbaso és un exclavament del municipi de Sant Sebastià situat entre els municipis d'Astigarraga, Errenteria i Hernani.

## Localització geogràfica
El territori de Landarbaso té forma aproximadament triangular amb uns 2,1 km² de superfície. Es troba a les falfes de la muntanya Igoin (457 metres). Els seus límits septentrional i oriental estan formats pel rierol Landarbaso, afluent del riu Urumea. Landarbaso es va convertir en un enclavament en 1987, quan el municipi d'Astigarraga es va independitzar de Sant Sebastià, ja que fins llavors estava unit territorialment a la resta del municipi.
A aquest exclavament s'accedeix a través del barri de Ventas d'Astigarraga situat en la carretera que uneix Astigarraga amb Errenteria.
Es tracta per tant d'un terreny muntanyenc, format en la seva major part per plantacions de pi insignis, amb alguns prats i rouredes.

## Economia i població
Landarbaso està habitat per unes poques famílies que viuen en una mica més de mitja dotzena de caserius dispersos. El 2005 hi havia només 20 veïns censats a l'enclavament.
A l'enclavament hi ha una casa d'agroturisme.

## Història
El nom antic de la pertinença era Landerbaso, que no es va transformar en Landarbaso fins al segle xix. El clergue i arxiver renterià de finals del segle xviii, Juan Ignacio de Gamón va escriure en la seva Noticias Históricas de Renteria, que el nom Landerbaso significa bosc d'estrangers, per al·lusió als gascons de Sant Sebastià que se'n van apoderar per males arts arrabassant-li-ho als d'Errenteria. Afegia, que encara en el seu temps, els d'Errenteria solien sobrenomenar als habitants de Sant Sebastià Landerrak eta kaskoiak; "estrangers i gascons". Lander té diversos significats en basc pobre, miserable, humil i també estranger o foraster. Baso significa bosc.
Es desconeix la data des de la que Landarbaso pertany a Sant Sebastià. Segons un escrit presentat per l'ajuntament de Sant Sebastià a la Diputació de Guipúscoa en 1870 aquesta pertinença es remuntaria almenys fins a 1461.
En 1878 Sant Sebastià va proposar cedir Landarbaso a algun dels pobles veïns, però els habitants de l'enclavament s'hi van oposar. A l'estiu de 1896 la Família Reial Espanyola al complet va visitar l'enclavament i hi va realitzar una festa campestre.
Aquest territori va estar en 2006 en el centre d'una important polèmica local, ja que va ser l'emplaçament escollit per l'Ajuntament de Sant Sebastià per a la ubicació d'una incineradora de residus sòlids orgànics, després de la decisió del Partit Nacionalista Basc d'emplaçar-la a Sant Sebastià, en mans del PSE-EE i municipi més poblat de Guipúscoa. Aquesta decisió va resultar molt polèmica, amb les protestes que això va comportar entre els veïns de Landarbaso i els tres municipis veïns (Astigarraga, Errenteria i Oiarrzun). Finalment, l'Ajuntament de Sant Sebastià va decidir emplaçar la incineradora al barri donostiarra de Zubieta

## Patrimoni
A Landarbaso hi ha una estació megalítica, Igoin-Akola, que està formada per set dòlmens.
Les coves d'Aitzbitarte, molt populars entre els espeleòlegs i amb jaciments prehistòrics de consideració, són conegudes popularment com a Coves de Landarbaso. Paradoxalment les coves es troben fora de l'enclavament, una mica més a l'est i ja dins del municipi d'Errenteria.